# Wendell (calciatore 1993)
Wendell Nascimento Borges, meglio conosciuto come Wendell (Fortaleza, 20 luglio 1993), è un calciatore brasiliano, difensore del San Paolo e della nazionale brasiliana.

## Caratteristiche tecniche
È un terzino sinistro mancino dotato di un discreto bagaglio tecnico. Tra le sue principali doti difensive spicca una buona dose di esplosività abbinata ad un'eccellente reattività, che gli permette di essere decisivo sia in fase offensiva, migliorata a sua volta da una grande velocità, che in fase difensiva.

## Carriera

### Club
Ha giocato in patria nel 2011 per l'Iraty Sport Club. È poi passato al Londrina Esporte Clube (dal 2012 al 2014) con cui ha giocato 40 partite segnando 3 gol, ed è stato mandato anche in prestito al Paraná Clube nel 2012 (15 presenze) e al più blasonato Grêmio nel 2013-2014 (11 presenze in campionato). Nel mercato estivo 2014 è passato al Bayer 04 Leverkusen Fußball nel campionato tedesco. Il 19 agosto 2021 viene acquistato dal Porto. Dopo 3 stagioni e mezzo nelle file dei dragões ritorna in patria firmando un contratto con il San Paolo.

### Nazionale
Ha giocato con la nazionale Under-20 di calcio del Brasile ottenendo 4 presenze e con la nazionale Under-23 di calcio del Brasile con cui gioca 7 partite.
Il 23 marzo 2024 debutta con la nazionale maggiore brasiliana nell'amichevole vinta 0-1 in casa dell'Inghilterra.

## Statistiche

### Cronologia presenze e reti in nazionale
| Cronologia completa delle presenze e delle reti in nazionale ― Brasile | Cronologia completa delle presenze e delle reti in nazionale ― Brasile | Cronologia completa delle presenze e delle reti in nazionale ― Brasile | Cronologia completa delle presenze e delle reti in nazionale ― Brasile | Cronologia completa delle presenze e delle reti in nazionale ― Brasile | Cronologia completa delle presenze e delle reti in nazionale ― Brasile | Cronologia completa delle presenze e delle reti in nazionale ― Brasile | Cronologia completa delle presenze e delle reti in nazionale ― Brasile |
| Data                                                                   | Città                                                                  | In casa                                                                | Risultato                                                              | Ospiti                                                                 | Competizione                                                           | Reti                                                                   | Note                                                                   |
| ---------------------------------------------------------------------- | ---------------------------------------------------------------------- | ---------------------------------------------------------------------- | ---------------------------------------------------------------------- | ---------------------------------------------------------------------- | ---------------------------------------------------------------------- | ---------------------------------------------------------------------- | ---------------------------------------------------------------------- |
| 23-3-2024                                                              | Londra                                                                 | Inghilterra                                                            | 0 – 1                                                                  | Brasile                                                                | Amichevole                                                             | -                                                                      | 89’                                                                    |
| 26-3-2024                                                              | Madrid                                                                 | Spagna                                                                 | 3 – 3                                                                  | Brasile                                                                | Amichevole                                                             | -                                                                      |                                                                        |
| 12-6-2024                                                              | Orlando                                                                | Stati Uniti                                                            | 1 – 1                                                                  | Brasile                                                                | Amichevole                                                             | -                                                                      |                                                                        |
| 28-6-2024                                                              | Paradise                                                               | Paraguay                                                               | 1 – 4                                                                  | Brasile                                                                | Coppa America 2024 - 1º turno                                          | -                                                                      | 45+3’                                                                  |
| 2-7-2024                                                               | Santa Clara                                                            | Brasile                                                                | 1 – 1                                                                  | Colombia                                                               | Coppa America 2024 - 1º turno                                          | -                                                                      | 86’                                                                    |
| 6-9-2024                                                               | Curitiba                                                               | Brasile                                                                | 1 – 0                                                                  | Ecuador                                                                | Qual. Mondiali 2026                                                    | -                                                                      | 74’                                                                    |
| Totale                                                                 |                                                                        | Presenze                                                               | 6                                                                      |                                                                        | Reti                                                                   | 0                                                                      |                                                                        |

## Palmarès

### Club

#### Competizioni nazionali
- Campionato portoghese: 1

Porto: 2021-2022
- Coppa del Portogallo: 3

Porto: 2021-2022, 2022-2023, 2023-2024
- Coppa di Lega portoghese: 1

Porto: 2022-2023
- Supercoppa di Portogallo: 1

Porto: 2024